# Maslinovik (Starogradsko polje)

## Smještaj
Maslinovik, starogrčka obrambena kula. Danas se njezini skromni ostatci nalaze se na vrhu brježuljka (n.v. 67 m) sjeverno od športskog aerodroma u Starogradskom polju. U blizini kule nalaze se i ruševine kuće iz 19. st. Od Starog Grada je udaljena oko 3 km.

## Opis
Kula je veličinom i oblikom slična kuli Tor iznad Jelse. Od kule se sačuvalo samo par redova kamenih blokova. Prilikom arheoloških istraživanja je nađena keramika koja se datira u 4. st. pr. Kr. Možda je ova kula služila kao komunikacijska veza između Tora i Pharosa, a u to su doba kule poput ove imale i važnu ulogu pri obrani određenog područja.
Obrambena kula imala je vojnu posadu. Imala je također izviđačku namjenu, pa je dimnim signalima obavještavala ljude na nadolazeću opasnost. Tako su ljudi koji su obrađivali polje mogli se na vrijeme povući unutar sigurnosti grada, unutar bedema, da bi izbjegli pogibelji ili odvođenju u ropstvo.

## Vanjske poveznice
- Branko Kirigin: IZVJEŠTAJ s arheoloških iskopavanja grčke kule na Maslinoviku  (otok Hvar)  5. – 18. 09. 2011. , Paperzz.com